# アストンマーティン・DBX
DBX（ディービーエックス）は、イギリスの高級自動車メーカー、アストンマーティンが生産・販売するクロスオーバーSUVである。

## 概要
同社初のSUVであり、2019年11月20日に北京で発表された。
メルセデスAMGが供給するM177型4.0L V8ツインターボエンジンは、最高出力550PS、最大トルク700N・mを発生する。トランスミッションは9速ATを組み合わせる。最高速度は291km/h、0-100km/h加速は4.5秒を発揮する。気筒休止機構が搭載されている。
サスペンションには、48Vのエレクトリックアンチロールコントロールシステム（eARC）とエレクトリックアダプティブダンパーを備えたアダプティブトリプルチャンバーエアサスペンションを採用している。状況に応じて、標準時190mmの最低地上高を45mm上昇、または50mm下降させることができる。
四輪駆動システムはアクティブセンターデフとエレクトリックリアLSDを備え、前後の駆動力配分は47:53から0:100の範囲で自動的に制御される。
車体は接着アルミニウム構造の技術が多用され、車両重量は2245kgに抑えられている。
日本での車両価格は2299万500円で、2020年7月にセントアサン工場で生産が開始された。

## DBX707

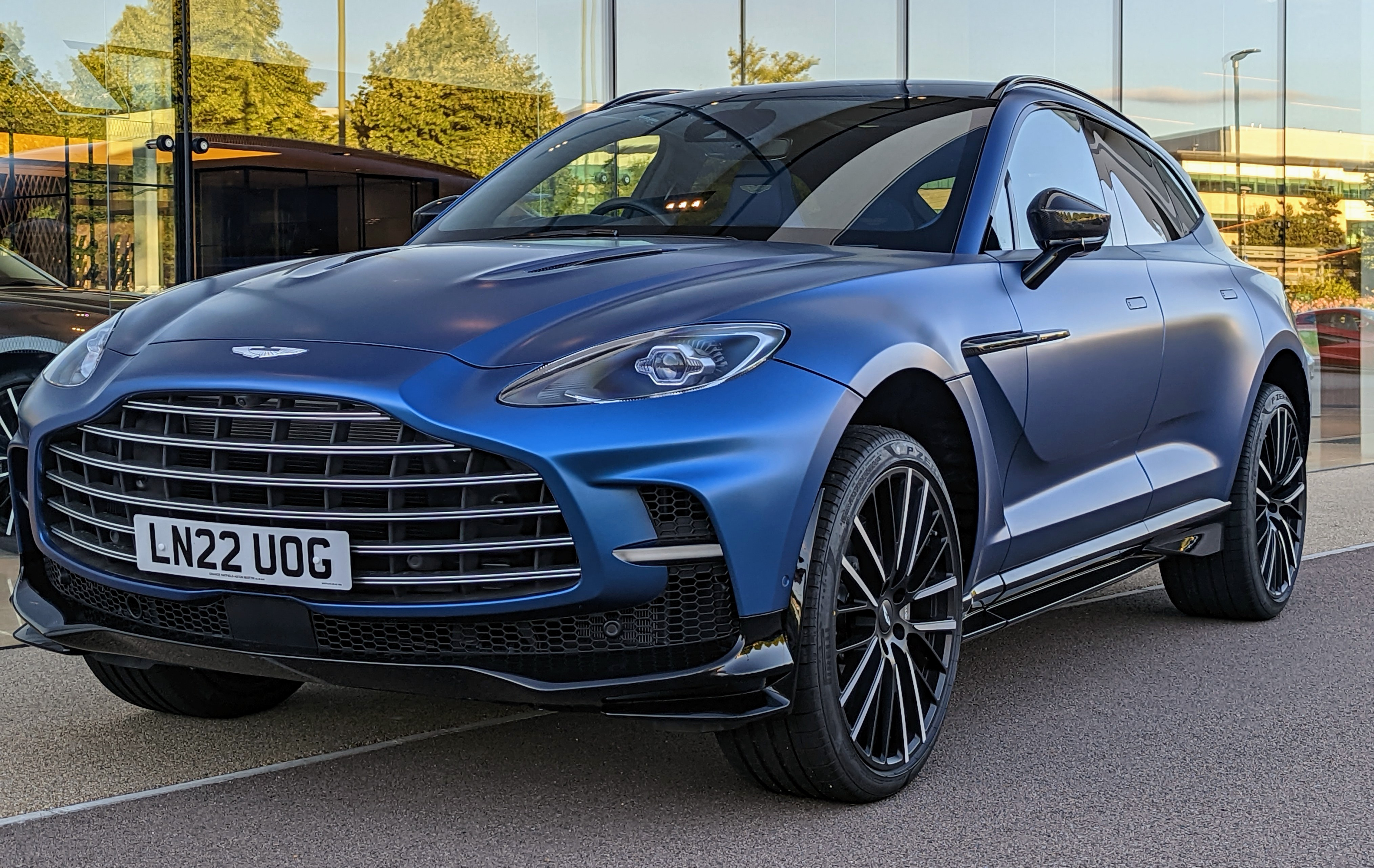
DBX707

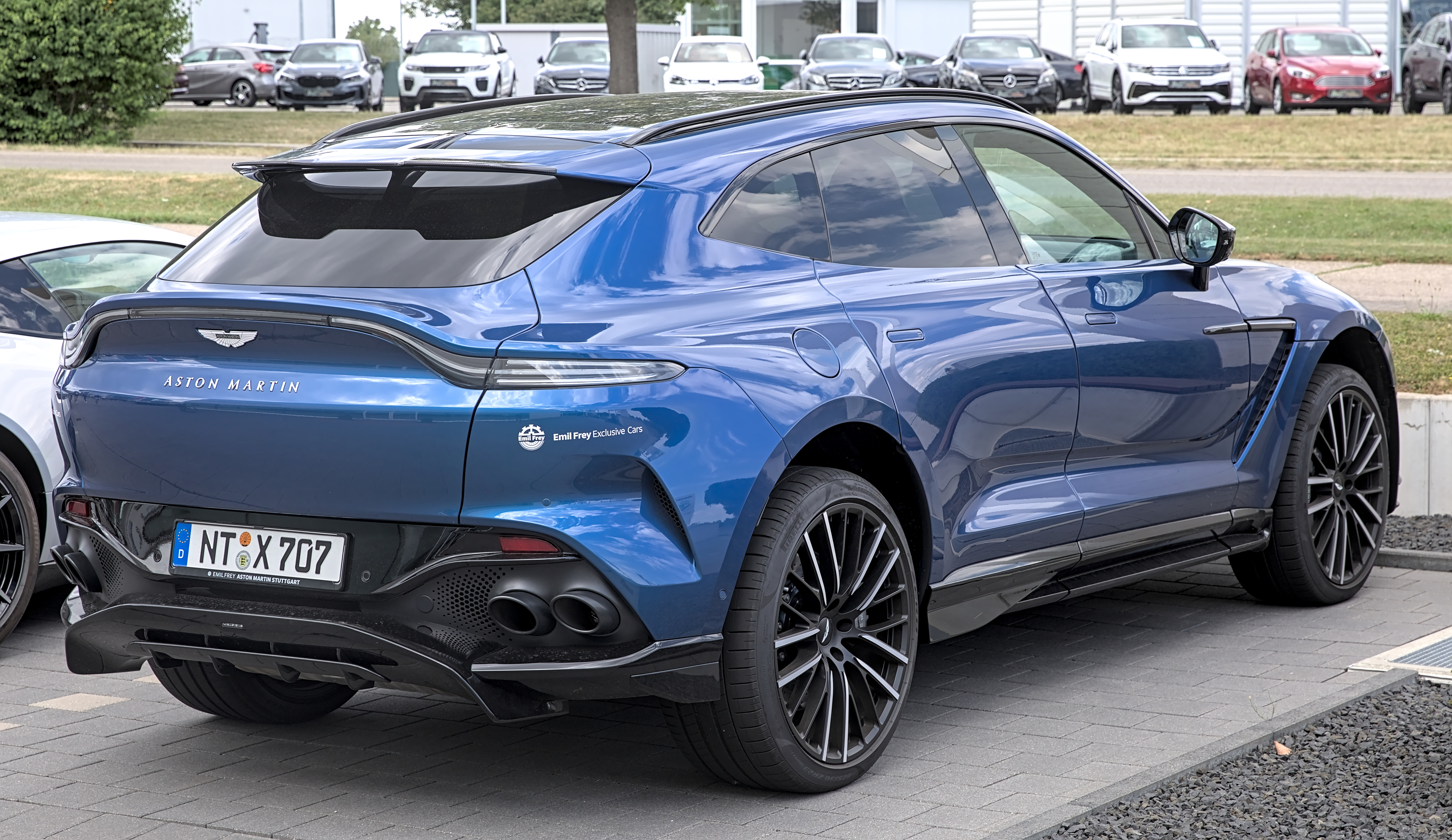
DBX707 (リア)

DBXの高性能モデルであり、車名の“707”は大幅に向上した最高出力に由来している。
エンジンは「DBX V8」の4.0L V8ツインターボの改良版で、ボールベアリングターボチャージャーを採用するとともに専用のキャリブレーションを実施。ベース車を157 PS上回る707 PSの最高出力と、200 N⋅m上回る900 N⋅mの最大トルクを実現した。変速機には既存のトルコン式ATに替えて、湿式の9速DCTを搭載。この変速機は従来のものよりトルク伝達容量が大きいだけでなく、より素早い変速が可能で、またシフトフィールも改善。
駆動系では、900 N⋅mの大トルクに耐えられるよう新型の電子制御式リアデファレンシャル（e-diff）を採用。最終減速比もDBX V8の3.07から3.27にローギアード化しており、先述のエンジンやトランスミッションとも相まって、DBX707は0-100 km/h加速が3.3秒、最高速が310km/hという高い動力性能を実現している。
新しいe-diffがコーナリング時の俊敏性やスポーティーなドライブフィールなどにも寄与。4WDの駆動力配分はベース車と同様で、リアアクスルに最大で100％の駆動力を伝達することも可能。
足まわりは、ボディーのコントロール性とステアリングレスポンスを改善するため、エアサスペンションと電動パワーステアリングを改良。ヒーブ（車体に発生する垂直方向の動き）やピッチ、ロールといった車両の挙動をタイトなものとし、またコーナリング時の負荷やグリップレベルの変化を正確に感じ取れる操舵フィールを実現したことにより、ドライバーは自然なペダル操作とステアリング入力だけでヨーモーメントをコントロールできるようになった。さらに48Vのアンチロールシステムのエレクトリックアンチロールコントロールシステム（eARC）についてもパラメーターを変更。ダイナミックバランスの向上を図っている。
ブレーキシステムにも改良を加えており、カーボンセラミックブレーキディスク（フロント：φ420 mm、リア：φ390 mm）と6ピストンキャリパーを採用。合計でバネ下重量を40.5 kg低減した。さらに、油圧系のサイズやブースターのチューニングを見直すことで、ブレーキフィールとレスポンスを改善。クーリング用のインテークとアンダーフロアから空気を取り込むことで、冷却性能の向上も図っている。0-100 km/h加速は通常モデルよりも1.2秒速い3.3秒。最高速度も291km/hから310km/hに引き上げられた。
このほかにも、走行モード切り替え機構「ダイナミックドライブモード」は「GT Sport」「Sport＋」モードでローンチコントロールが使用できるよう改良。4WDシステムのトランスファーの制御も見直しており、ドライブラインとESPシステムの協調性とコントロール性を改善している。 
内外装のデザインもベース車とは異なり、エクステリアではパワートレインの冷却効率を高めるべくフロントグリルを大型化。新設計のデイタイムランニングライトや、ダーククロームの装飾パーツ、エアロデバイスが付与されたサイドシルとリアバンパー、ルーフウイングに追加されたリップスポイラー、そして大径4本出しのエキゾーストシステムなども特徴として挙げられる。
インテリアでは、ベース車とは異なりスポーツシートを標準装備としたほか（コンフォートシートも無償オプションとして用意）、ドライブモードのセレクトスイッチを配した新デザインのコンソールを採用したことにより、インフォテインメントシステムのサブメニューを表示させることなく、走行モードの切り替えができる。
インテリアのコーディネートはレザーとアルカンターラを組み合わせた標準仕様の「Accelerate Sport」に、セミアニリンレザーを用いた「Comfort」と「Inspire Sport」の全3種類。もちろんパーソナライゼーションプログラム「Q by Aston Martin」によるオーダーメイドも可能となる。
生産は2022年第1四半期に開始され、2022年第2四半期初頭に納車が始まる予定。

## モータースポーツ

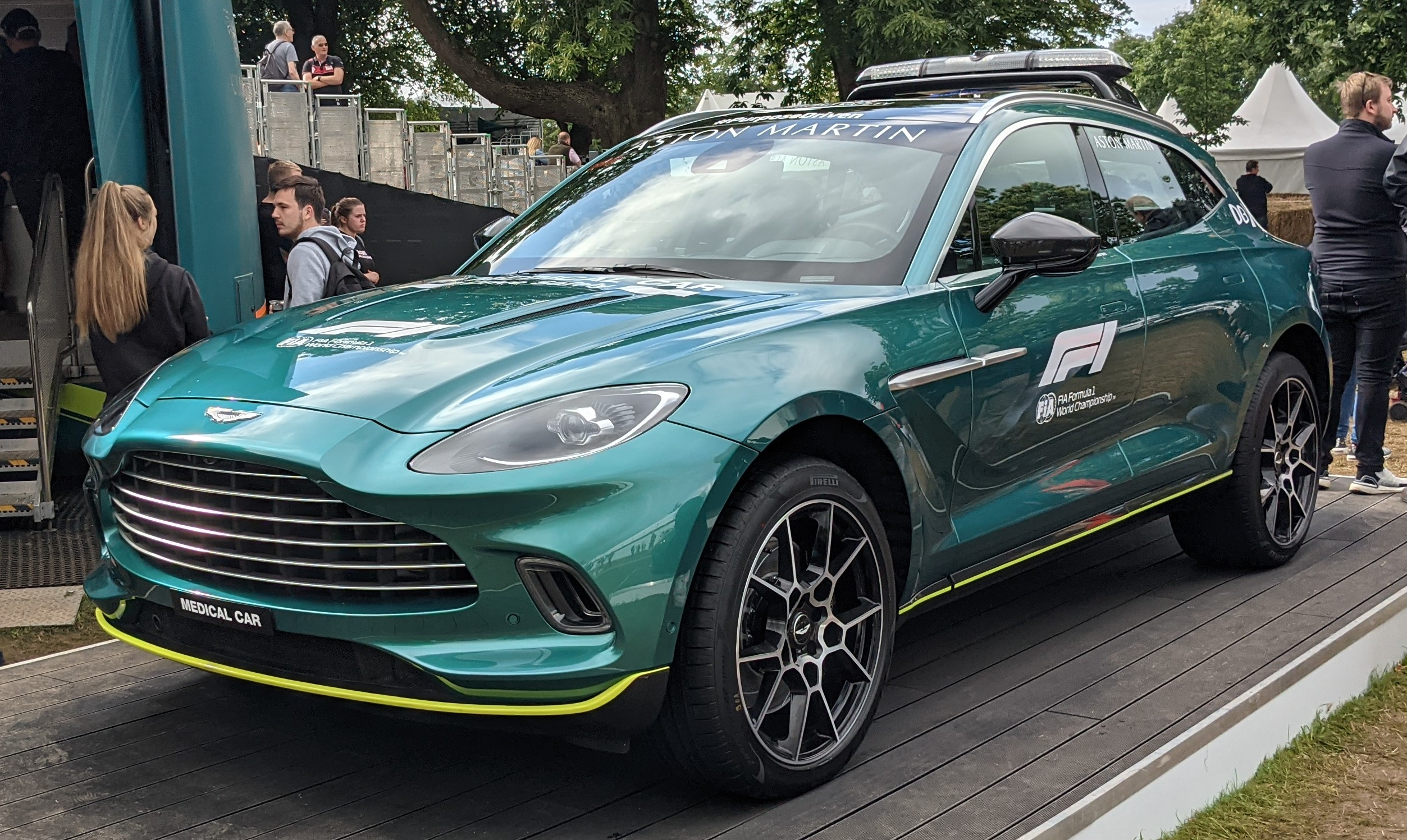
F1メディカルカー

2021年、F1で使用されるメディカルカーとしてDBXが起用された。ボディにはF1マシンから着想を得たグリーンのリバリーに、ライムグリーンのアクセントが施されている。
2023年より、メディカルカーは標準モデルからDBX707に置き換えられた。